# 麦比拉洞
麦比拉洞（希伯来语： מערת המכפלה， Me'arat ha-Machpelaⓘ，Cave of Machpelah），又名列祖之洞（Cave of the Patriarchs），穆斯林称之为易卜拉欣清真寺（阿拉伯语：‎，Al-Haram Al-Ibrahimiⓘ），是一系列地下室，位于希伯仑旧城中心。圣经和古兰经都提到，该洞及周围是亚伯拉罕所购买的一块墓地。（创世纪23:17-19；50:13）
列祖之洞位于一座萨拉丁时代的清真寺下方，该寺又是由希律王时代的大型矩形犹太建筑改建的。
其希伯来名字反映了犹太人非常古老的传统，相信的列祖亚伯拉罕和撒拉，以撒和利百加，雅各和利亚，都埋葬在那里。唯一缺席的犹太列祖是拉结，她在分娩时死在伯利恒附近，葬在那里。
其阿拉伯名字反映穆斯林尊亚伯拉罕和以实玛利为先知。在圣经和古兰经之外，还有多项与该洞有关的传说和传统。在圣经使徒行传7:16，列祖之洞位于示剑（拉丁語：Neapolis； 阿拉伯语： Nablus）。